# (3531) Cruikshank
(3531) Cruikshank est un astéroïde de la ceinture principale.

## Description
(3531) Cruikshank est un astéroïde de la ceinture principale d'astéroïdes. Il fut découvert le 30 mars 1981 à la station Anderson Mesa par Edward L. G. Bowell. Il présente une orbite caractérisée par un demi-grand axe de 2,62 UA, une excentricité de 0,15 et une inclinaison de 13,1° par rapport à l'écliptique.

## Compléments